# Adolph von Planta
Adolph von Planta-Reichenau o Adolf de Planta (1820-1895) fue un químico y naturalista suizo; quien dio los primeros análisis químicos detallados de la miel y de la jalea real, probando la presencia de la enzima invertasa en la miel.
Joseph Stewart Fruton en su libro comenta: von Planta se graduó en química en Heidelberg en 1843, obtuvo su doctorado en 1845, se matriculó en Giessen en 1846 y trabajó sobre los alcaloides. En 1851 pasa a trabajar en un laboratorio privado en Reichenau (Kekulé fue su asistente entre 1852 y 1853), sus publicaciones versaron sobre alcaloides, sobre química aplicada a la agricultura, minerales y especialmente sobre apicultura.

## Algunas publicaciones
1. Adolf von Planta. 1888. Ueber den Futtersaft der Bienen. Zeitschrift für Physiologische Chemie 12: 327-354. Trabajo Total (enlace roto disponible en Internet Archive; véase el historial, la primera versión y la última).. PDF 9.145 kb
2. 1889. Ueber den Futtersaft der Bienen. II. Abhandlung. Zeitschrift für Physiologische Chemie 13: 552-561. Trabajo Total (enlace roto disponible en Internet Archive; véase el historial, la primera versión y la última).. PDF 4.850 kb